# Onychocamptus anomalus
Onychocamptus anomalus is een eenoogkreeftjessoort uit de familie van de Laophontidae. De wetenschappelijke naam van de soort is voor het eerst geldig gepubliceerd in 1984 door Ranga Reddy.